# Фанг
Фанг (или Фан) е етническа група, включваща племената Нтуму, Мвае и Окак. Територията, която обитават, започва от южния край на Камерун — Криби, Джоум и Мванган в Южната провинция, продължава към границата с Екваториална Гвинея и оттам на юг към Габон и Конго. Фанг са основно население на Камерун, Екваториална Гвинея, Габон и островите Сао Томе и Принсипи. В Екваториална Гвинея те са политически доминиращата група не само на континента, но и на остров Биоко, където са малцинство. Наброяват над 800 000 души, територията им на обитание граничи с тази на Квеле, Лумбу и Теке.

## Изкуство
Известните реликви на Фанг са абстрактни човекоподобни фигурки от дърво. Няколко от тях все още съществуват и се използват по предназначение, а именно за защита.

## История
Фанг мигрират през последните векове от североизток на малки групи или номадски семейства. Те били войнствено настроени и изгонили намерените на сегашната територия местни жители. Земята им харесала и те се устроили и започнали да водят уседнал начин на живот.

## Икономика
Екваториалните гори около Фанг са подложени на изсичане или обгаряне за да се добият земи за посев. Всяка година нивите променят местата си, по този начин се избягва ерозията на почвата, както и изтощаването ѝ. Основните култури които се отглеждат са банани и маниока. Изсичането на горите се извършва с големи ножове, а земята се обработва с мотики.

## Политическа система
Народите на Фанг имат сходни политически системи. Всяко село има свой водач, който е наследил поста си, въз основа на връзката си с рода, основал селото. Като такъв, той поема функцията на съдия и религиозен водач. Това му дава възможност да се докаже като водач. Всяко село се състои от дървени къщи, подредени по дължината на права улица и големината на селото често зависи от наличните ресурси.

## Религия
Религиозната традиция на Фанг е съсредоточена около предците, за които се смята, че владеели силата на задгробния живот също както и върху водача на селото. Вярва се, че черепите и костите на предците поддържали благосъстоянието на селото. Обикновено мощите им били държани скрити от жените и непознатите. Към кутиите, в които били скрити, прибавяли и дървените реликви. Някои твърдения гласят, че фигурките изобразявали предците, а други, че те служели за защита на духа на починалите от зло. По време на миграциите, мощите повеждат рода, но често били изгубвани по пътя.